# Stenopodidae
Stenopodidae zijn een familie van tienpotige (Decapoda) van kreeftachtigen (Crustacea).

## Taxonomie
De volgende geslachten zijn bij de familie ingedeeld:
- Juxtastenopus Goy, 2010[3]
- Odontozona Holthuis, 1946[4]
- Richardina A. Milne-Edwards, 1881
- Stenopus Latreille, 1819[5]
- † Phoenice Garassino, 2001[6]